# Baicheng
Baicheng (chiń. 白城; pinyin Báichéng) – miasto o statusie prefektury miejskiej w północno-wschodnich Chinach, w prowincji Jilin, na północny zachód od miasta Changchun. W 2010 roku liczba mieszkańców miasta wynosiła 351 212. Prefektura miejska w 1999 roku liczyła 1 994 656 mieszkańców. Ośrodek wydobycia węgla kamiennego i rud żelaza oraz przemysłu metalowego, papierniczego, maszynowego i skórzanego.

## Podział administracyjny
Prefektura Baicheng podzielona jest na:
- dzielnicę: Taobei,
- 2 miasta: Taonan, Da’an,
- 2 powiaty: Zhenlai, Tongyu.